# Bodlenberg
Bodlenberg ist eine Ortslage im Stadtteil Ohligs der bergischen Großstadt Solingen.

## Lage und Beschreibung
Der aus nur zwei Gebäuden bestehende Ort liegt von Wald und Wiesen umgeben südlich des Schlosses Hackhausen im Süden von Ohligs. Er befindet sich an der nach ihm benannten Straße Bodlenberg zwischen der Landesstraße 288, der Bonner Straße, und dem Bahndamm der Eisenbahnstrecke Haan-Gruiten–Köln-Deutz. Nördlich fließt der Börkhauser Bach, südlich der Tränkebach. Letzterer bildet in Teilen die Stadtgrenze zu Langenfeld-Wiescheid.
Benachbarte Ortslagen sind bzw. waren (von Nord nach West): Schloss Hackhausen, Wiefeldick, Pohligshof, Börkhaus, Haalsiepen, Tränke, das zu Langenfeld gehörende Thürmchen sowie Hackhauser Hof.

## Etymologie
Der Ortsname ist auf das Adelsgeschlecht Bottlenberg zurückzuführen. Die Familie war ab 1485 bis in die zweite Hälfte des 19. Jahrhunderts in Besitz des nahen Schlosses Hackhausen sowie weiterer Ländereien im Umfeld von Hackhausen und dem späteren Ort Bodlenberg.

## Geschichte
Bodlenberg wurde als Ortslage erstmals um das Jahr 1800 erwähnt. Er wurde bis 1830 in den Ortsregistern der Honschaft Hackhausen geführt, ehe diese in die Honschaft Ruppelrath integriert wurde. Die Topographische Aufnahme der Rheinlande von 1824 verzeichnet den Ort als unbenannt als einen Teil der Hackhauser Höfe. Die Preußische Uraufnahme von 1844 verzeichnet den Ort als Budlenberg. In der Topographischen Karte des Regierungsbezirks Düsseldorf von 1871 ist der Ort zusammen mit dem Hackhauser Hof als Bodlenberg verzeichnet.
Nach Gründung der Mairien und späteren Bürgermeistereien Anfang des 19. Jahrhunderts gehörte der Ort zur Bürgermeisterei Höhscheid, die 1856 zur Stadt erhoben wurde.
Mit der Städtevereinigung zu Groß-Solingen im Jahre 1929 wurde Bodlenberg ein Ortsteil Solingens.